# 伊東市立南小学校
伊東市立南小学校（いとうしりつ みなみしょうがっこう）は、静岡県伊東市玖須美元和田にある公立小学校。

## 沿革
- 1969年（昭和44年）
  - 4月1日 - 伊東市立南小学校創立。
  - 4月10日 - 開校式・始業式・第1回入学式挙行。
  - 5月28日 - 校舎落成式。
  - 9月13日 - 校旗・校章制定。
- 1970年（昭和45年）3月4日 - 中央円形花壇完成。
- 1973年（昭和48年）4月3日 - 中棟校舎増築完成（6教室）。
- 1975年（昭和50年）3月20日 - 屋内運動場落成。
- 1977年（昭和52年）
  - 5月31日 - 校歌作成。
  - 9月27日 - 校歌制定。
- 1979年（昭和54年）3月17日 - 校舎増築工事完成（西、中棟2、3階、8教室）。
- 1981年（昭和56年）7月21日 - プール落成式。
- 1982年（昭和57年）
  - 7月31日 - 東校舎完成。
  - 8月25日 - 校舎改修工事完了。東庭池設置。
- 1983年（昭和58年）7月7日 - 児童会旗・児童会歌制定。
- 1984年（昭和59年）3月15日 - 学校警備保障となる。
- 1985年（昭和60年）8月26日 - 教室テレビのカラー化。
- 1986年（昭和61年）
  - 5月25日 - 屋内運動場火災により全面使用不能となる。
  - 10月17日 - 屋内運動場竣工。
- 1987年（昭和62年）10月5日 - 耐震工事検収。
- 1988年（昭和63年）11月17日 - 創立20周年式典挙行。校旗交代。
- 1989年（平成元年）9月17日 - 屋内運動場にスピーカー新設。
- 1990年（平成2年）8月31日 - 運動場側溝改修。
- 1993年（平成5年）8月31日 - 体育館屋根補修工事。
- 1994年（平成6年）8月31日 - 体育館窓枠取り替え工事。
- 1995年（平成7年）10月9日 - テレビへCVA接続工事。
- 1999年（平成11年）
  - 2月25日 - 創立30周年記念誌発行。
  - 9月1日 - 正面玄関天井防水工事。
- 2002年（平成14年）3月11日 - 屋外運動場整備工事。
- 2003年（平成15年）8月20日 - 東門門扉設置。
- 2008年（平成20年）10月9日 - 開校40周年記念事業（登り棒・ジャングルジム設置、演劇教室開催）。
- 2009年（平成21年）8月25日 - 浄化槽改修工事。
- 2010年（平成22年）
  - 2月26日 - 屋内運動場の耐震補強工事。
  - 3月25日 - PTAより滑り台寄贈。
- 2011年（平成23年）3月25日 - プール循環器の配管改修工事
- 2013年（平成25年）10月24日 - トイレ改修工事。
- 2015年（平成27年）4月1日  - 図書館司書配置。
- 2016年（平成28年）9月1日 - 給食センター給食開始。
- 2017年（平成29年）
  - 8月7日 - 屋内運動場LED化工事。
  - 9月20日 - 下水道設備接続工事。
- 2018年（平成30年）6月7日 - 開校50周年記念式典挙行し、記念事業として図書室整備と航空写真撮影を行った。
- 2019年（令和元年）8月26日 - 普通教室空調設備設置工事。
- 2020年（令和2年）
  - 1月14日 - プール全面塗装工事。
  - 4月1日 - 普通教室に電子黒板設置。
- 2021年（令和3年）4月1日 - 川奈小学校と統合。同日、GIGAスクール構想により、児童1人に1台のタブレット使用開始。

### この節の出典
- 学校の沿革 - 伊東市立南小学校

## 通学区域
- 玖須美元和田	
  - 700番地の一部
  - 702番地～736番地（734番地の一部を除く）
- 岡	
  - 1215番地～1217番地
  - 1291番地～1320番地
- 川奈	全域
- 吉田	
  - 709番地～752番地[1]

## アクセス
- 東海バス「I30」・「I31」・「I32」・「I33」・「I35」・「I36」・「I37」・「I39」・「I85」の各系統で、「殿山」バス停下車後、徒歩約200m・約3分。
- JR東日本・伊豆急行伊東駅から、上述の路線バスで、「殿山」バス停下車後、徒歩。
- 伊豆急行川奈駅から、
  - 上述の路線バス「I30」・「I31」・「I35」・「I37」の各系統で、「殿山」バス停下車後、徒歩。
  - 徒歩約1.2km・約18分。

## 周辺
- 伊東市市民体育センター
- 伊東市市民運動場